# Barykada (obraz George’a Bellowsa)
Barykada (ang. The Barricade) – obraz olejny namalowany przez amerykańskiego malarza i litografa George’a Bellowsa w 1918. Obraz znajduje się w zbiorach Birmingham Museum of Art w amerykańskim mieście Birmingham (stan Alabama).

## Tło historyczne
George Bellows poruszony doniesieniami o okrucieństwach popełnianych na ludności cywilnej w czasie I wojny światowej, odstąpił od swoich typowych dzieł malarskich i namalował pięć dużych płócien „wojennych”, aby zwrócić uwagę na los cywilów. Obraz Barykada jest artystycznym wyobrażeniem incydentów podczas niemieckiej inwazji na Belgię w sierpniu 1914, kiedy to żołnierze niemieccy budowali barykady używając belgijskich cywilów jako „ludzkie tarcze”. Amerykański artysta Joseph Pennell stwierdził, że Bellows nie miał prawa namalować Barykady, ponieważ nie był świadkiem tych wydarzeń, na co ten odpowiedział, że nie miał świadomości iż Leonardo da Vinci „miał mandat do namalowania Ostatniej Wieczerzy”.

## Opis obrazu
Na obrazie przedstawiono „ludzkie tarcze” jako akty, podkreślając ich bezbronność i wygląd odwołujący się do wizerunku świętych męczenników na obrazach. Żołnierze Armii Cesarstwa Niemieckiego w ciemnozielonych mundurach są dla nich tłem.